# Magdalene Rudolph
Magdalene Rudolph (* 1. August 1901 in Erfurt; † 8. Januar 1992 ebenda) war eine deutsche Kunsthistorikerin und Direktorin des Angermuseums in Erfurt.

## Leben
Magdalene Rudolph war bereits als Schülerin Mitglied im Verein für Kunst und Kunstgewerbe in Erfurt. Sie studierte Klassische Archäologie und Kunstgeschichte in Jena, Leipzig und München. Sie wurde 1929 bei Wilhelm Pinder in München mit der Dissertation Die Erfurter Steinplastik des 15. Jahrhunderts promoviert.
Von Ende des Jahres 1929 bis Anfang 1934 arbeitete sie als wissenschaftliche Assistentin bei den Staatlichen Kunstsammlungen zu Weimar im Schloßmuseum bei Wilhelm Koehler. 1934 und 1935 war Magdalene Rudolph als hauptamtliche Sekretärin für den Verein für Kunst und Kunstgewerbe in Erfurt tätig. Von 1935 bis zu ihrem Ruhestand 1971 arbeitete sie als wissenschaftliche Assistentin am Städtischen Museum Erfurt.
Am 3. September 1937 wurden im Rahmen der Aktion „Entartete Kunst“ 765 Werke der modernen Sammlung des Städtischen Museums beschlagnahmt. Der damalige Museumsdirektor Herbert Kunze wurde seines Amtes enthoben. Von 1938 bis 1945 leitete Magdalene Rudolph kommissarisch das Angermuseum ohne offiziellen Auftrag und ohne entsprechendes Gehalt. Sie verhinderte, dass das Wandgemälde Lebensstufen von Erich Heckel durch die Nationalsozialisten zerstört wurde, indem sie den Raum durch eine provisorische Wand verschloss und eine Plastik des Erzengels Gabriel davor stellen ließ. Die von Heckel 1922 bis 1924 geschaffenen Wandmalereien, gelten heute als die wichtigsten erhaltenen Wandbilder des deutschen Expressionismus.
Von 1939 bis 1945 leitete Magdalene Rudolph auch den Erfurter Kunstverein. 1942 heirateten Magdalene Rudolph und Herbert Kunze. Als während der Luftangriffe auf Erfurt die Kunstgegenstände ausgelagert werden mussten, war Magdalene Rudolph dafür verantwortlich, die Objekte an sicheren Orten zu verwahren.
1945 wurde Herbert Kunze rehabilitiert. Er übernahm erneut das Direktorat des Angermuseums. Magdalene Rudolph war Sympathisantin des Künstler- und Freundeskreises „Erfurter Ateliergemeinschaft“ (1963–1974) und Ehrenmitglied des 1990 wiedergegründeten Erfurter Kunstvereins.